# 1625

## Esdeveniments
Països Catalans
Món
- 27 de març - Carles I es converteix en Rei d'Anglaterra, Escòcia i Irlanda, i reclama el títol de Rei de França.
- 9 de desembre - La Haia (Províncies Unides): se signa el Tractat de la Haia de 1625 mitjançant el qual el Regne d'Anglaterra i les Províncies Unides acorden donar ajuda econòmica a Christian IV de Dinamarca.
- Invenció de la regla de càlcul
- Epidèmia de pesta molt virulenta a Anglaterra i Alemanya
- Setge de Breda

## Naixements
Països Catalans
- 9 de febrer - Benigànim, La Vall d'Albaida: Agnès de Benigànim, monja valenciana venerada com a beata per l'Església catòlica (m. 1696).[1]

Món
- 8 de juny -, Perinaldo, Gènova, Ligúria, Itàlia: Giovanni Cassini, astrònom i enginyer francès (m. 1712).[2]
- 25 de juny - Graz, Imperi Austríac: Christian Herdtrich, jesuïta austríac, missioner a la Xina (m. 1684).[3]
- 28 d'agost - Piazza Armerina (Regne de Sicília): Prospero Intorcetta, jesuïta italià, missioner a la Xina (m. 1696).[4]
- 24 de setembre -, Dordrecht (Països Baixos): Johan de Witt polític neerlandès (m. 1672).[5]

## Necrològiques
- Valladolid, Regne de Castella: Francisco Gómez de Sandoval-Rojas y de Borja, duc de Lerma, favorit de Felip IV de Castella.
- 27 de març - Castell d'Edimburg, Edimburg: Jaume I d'Anglaterra i VI d'Escòcia, Rei d'Escòcia i Rei d'Anglaterra.(n. 1567).[6]
- 16 de novembre - Palerm (Sicilia): Sofonisba Anguissola, pintora renaixentista italiana (n. vers 1532).[7]